# Aleksiej Rybnikow
Aleksiej Lwowicz Rybnikow (ros. Алексей Львович Рыбников, ur. 17 lipca 1945 w Moskwie) – rosyjski kompozytor, Ludowy Artysta Federacji Rosyjskiej.

## Życiorys
W 1967 ukończył moskiewskie konserwatorium im. P.I. Czajkowskiego (klasa kompozycji A.I. Chaczaturiana), gdzie następnie do 1975 wykładał na katedrze kompozycji. W 1989 łączna sprzedaż płyt z muzyką Aleksieja Rybnikowa przekroczyła 10 milionów egzemplarzy.
Aleksiej Rybnikow jest kompozytorem rock-oper Junona i Awoś (ros. Юнона и Авось) oraz Zwiezda i smiert' Choakina Murjety (ros. Звезда и смерть Хоакина Мурьеты), a także muzyki do wielu filmów, m.in. do Volkodav. Ostatni z rodu Szarych Psów Nikołaja Lebiediewa. Odznaczony Orderem Honoru, Orderem Przyjaźni.

## Wybrana muzyka filmowa
- 1977: Sprzężenie zwrotne